# 陣ケ峰トンネル
陣ケ峰トンネル（じんがみねトンネル）は、大分県佐伯市蒲江と宮崎県延岡市北浦町を繋ぐ東九州自動車道のトンネルである。

## 概要
大分県・宮崎県境に位置する陣が峰（標高431 m：山頂に三等三角点あり）を通るトンネルである。整備計画上は暫定2車線であるが、対面通行ではなく中央分離帯を有した擬似的な完成2車線規格の構造となっているため、上下線を1本のトンネルで使用する。
蒲江側坑口から約650mの地点に県境があり、側壁面と釣り看板に表示がされている。また、蒲江側坑口には「この先宮崎県」の案内がある。

### 諸元
- 全長：2,751 m
- 暫定2車線[1]
- 発注者：国土交通省九州地方整備局
- 施行者：安藤・間[4]、前田建設工業
- 管理者：国土交通省延岡河川国道事務所

## 歴史
- 2013年2月16日：蒲江波当津IC - 北浦IC間開通により供用開始[2]。